# Stubbens fyr
Stubbens fyr är en fyr på ögruppen Stubben i Bottenviken omkring 5 kilometer utanför Nykarlebys kust i Finland. Från Stubben leder en 7 meter djup farled till Kanäs oljehamn i Kantlax, en 4 meter djup farled till Monäs hamn och en 3 meter djup farled till Kantlax hamn.

## Historia
År 1952 uppfördes en lotsstation på Lillskär som två år senare kompletterades med en åttkantig fyrkur högst upp. På den större ön Storskär fanns sedan 1800-talet lotsstuga och känningsbåk. Lillskäret valdes som plats för nybygget på grund av bättre möjligheter för en skyddad hamn. Den fyra våningar höga byggnaden är av armerad betong, väggarna är täckta av kalksandsten på utsidan och rödtegel på insidan. Huvudentreprenör för byggandet var Kivikartio, värmeledningsarbetet utfördes av Huber. Totalkostnaden för själva fyrbyggnaden var 8 miljoner mark, till detta kom kostnader för väg, kaj, magasin och vågbrytare för ytterligare 2,5 miljoner mark. Byggnaden var ursprungligen målad som ett sjömärke i svart och vitt, motsvarande den tidens ostprick, men har senare målats helt i vitt.
Fyrlyktan drevs med acetylengas och 1968 utrustades den med solventil och automatisk glödnätsbytare och automatiserades. Samma år drogs lotsstationen in och fyrplatsen avbemannades. Sjöfartsstyrelsen motiverade nedläggningen med att Stubbens 29 lotsningar per år var för få, åtminstone hundra per år var önskvärt. Den tomma lotsstationen användes som sommarhotell på 1990-talet. År 1999 elektrifierades fyren med solpaneler och på senare tid har glödlampan bytts ut mot en LED-lampa.
Stubbens fyrsamhälle är skyddat av Museiverket som en del av värdefulla kulturmiljöer av riksintresse.